# Датия (княжество)

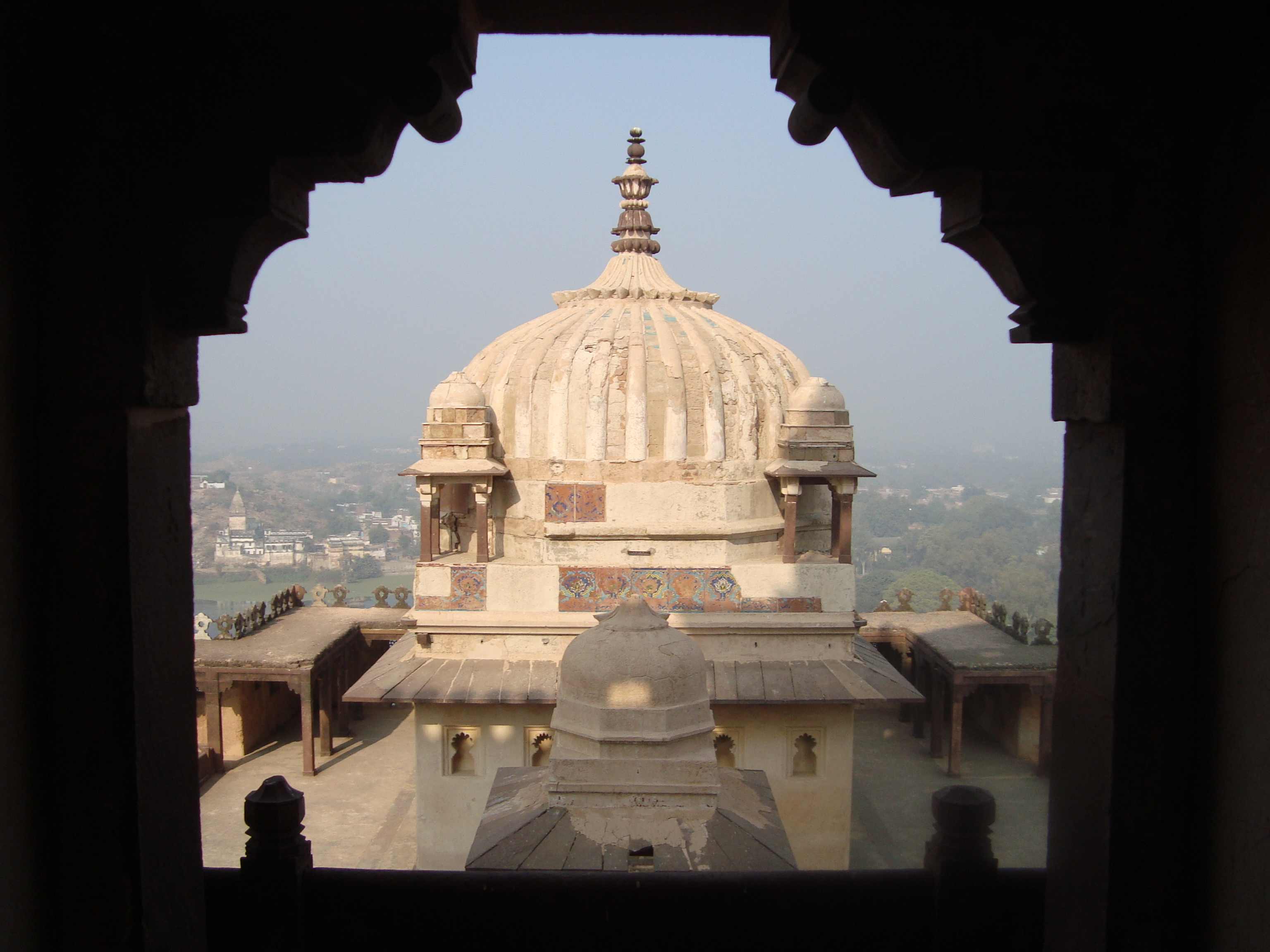
Вид на Дворец Датия

Княжество Датия (хинди दतिया राज्य) — туземное княжество Британской Индии, существовавшее с 1626 по 1950 год.
Управление государством осуществлялось в рамках центрального индийского Агентства Бунделькханд. Он лежал на крайнем северо-западе Бунделкханда, близ Гвалиора, и было окружено со всех сторон другими туземными княжествами Центральной Индии, за исключением востока, где оно граничило с Соединенными провинциями Агра и Ауд.

## История

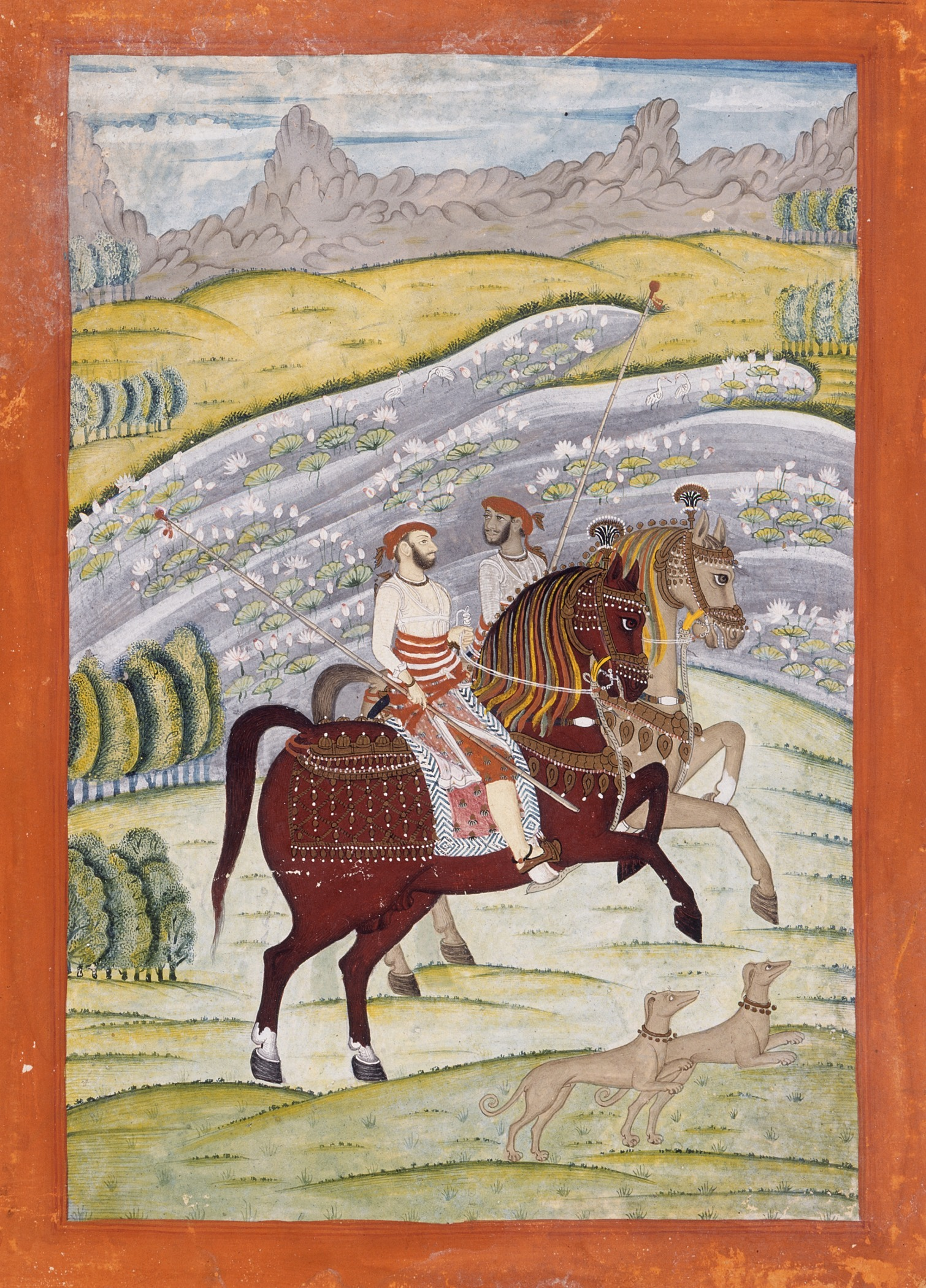
Шатруджит Сингх, 6-й рао Датии (правил в 1762—1801 годах

Датия ранее была государством в регионе Бунделкханд, основанным в 1626 году. Правящей семьей были раджпуты из клана Бундела. Они вели своё происхождение от младшего сына бывшего раджи Орчхи.
Княжество Датия было вторым по рангу среди всех княжеств Бунделкханда после Орчхи, с салютом из 17 пушек, и его махараджи носили наследственный титул второго из принцев Бунделкханда. Площадь княжества Датия составляла 2130 квадратных миль (5500км2), его население в 1901 году составляло 53 759 человек. Предполагаемый доход компании составлял 2 000 000 фунтов стерлингов. Княжество страдало от голода в 1896—1897 годах, а также в меньшей степени в 1899—1900 годах.
После обретения Индией независимости в 1947 году махараджа Датии присоединился к Индийскому доминиону, а позднее включил своё княжество в состав Индийского союза. Датия, вместе с остальной частью Агентства Бунделкханд, стала частью нового штата Виндхья-Прадеш в 1950 году. В 1956 году штат Виндхья-Прадеш был объединен с некоторыми другими районами, чтобы сформировать штат Мадхья-Прадеш в составе Индийского союза.

## Правители княжества

### Рао
следующие правители носили титул «Рао»:
- 1626—1656: Рао Бхагман Сингх
- 1656—1683: Рао Субха Каран Сингх
- 1683—1706: Рао Далпал Сингх
- 1706—1733: Рао Рамчандра Сингх
- 1733—1762: Рао Индраджит Сингх
- 1762—1801: Рао Шатруджит Сингх

### Раджи
Следующие правители носили титул «Раджа»:
- 1801—1839: Раджа Паричхат Сингх
- 1839 — 20 ноября 1857: Биджай Сингх
- 20 ноября 1857 — 4 августа 1865: Бхавани Сингх (1846—1907)

### Махараджи
Следующие правители носили титул «Махараджа сэр Локендра» . Титул вступил в силу с 1 января 1877 года:
- 4 августа 1865 — июль 1907: сэр Бхавани Сингх Бахадур (1846—1907)
- 5 августа 1907 — 15 августа 1947: Говинд Сингх (1886—1951)

## Почтовая/филателистическая информация
С 1893 года появились примитивные марки с названием «DUTTIA STATE», а также «DATIA STATE». Первый выпуск — одна из самых редких марок Индийского княжеского государства. Всего до 1920 года было выпущено 29 серий марок. С 1921 года действовали только индийские марки.